# Goonda
Goonda，意为流氓、暴徒、打手，是印度次大陆用来形容受雇的暴徒的术语。它既是口头术语，也是法律中定义和使用的术语。